# NGC 1812
NGC 1812 est une galaxie spirale située dans la constellation de la Colombe. NGC 1812 a été découverte par l'astronome britannique John Herschel en 1834.

## Caractéristiques
Sa vitesse par rapport au fond diffus cosmologique est de 3 933 ± 20 km/s, ce qui correspond à une distance de Hubble de 58,0 ± 4,1 Mpc (∼189 millions d'al).
La classe de luminosité de NGC 1812 est I.

## Paire de galaxies en interaction
NGC 1811 et NGC 1812 forment une paire de galaxies gravitationnellement liées.